# 1937 no jornalismo
Nesta página encontrará referências aos acontecimentos directamente relacionados com o jornalismo ocorridos durante o ano de 1937.

## Nascimentos
| Data           | Nome                     | Profissão                                 | Nacionalidade  | Observações | Ref |
| -------------- | ------------------------ | ----------------------------------------- | -------------- | ----------- | --- |
| 1 de fevereiro | Fernando Assis Pacheco   | jornalista, crítico , tradutor e escritor | Portugal       | m. 1995     |     |
| 8 de abril     | Seymour Hersh            | jornalista de investigação                | Estados Unidos |             |     |
| 19 de maio     | Ana Arruda Callado       | jornalista, escritora e educadora         | Brasil         |             |     |
| 30 de setembro | Artur Portela, Filho     | escritor e jornalista                     | Portugal       |             |     |
| 8 de dezembro  | Armindo Antônio Ranzolin | jornalista e locutor desportivo           | Brasil         |             |     |

## Mortes
| Data         | Nome                       | Profissão                                               | Nacionalidade     | Observações | Ref |
| ------------ | -------------------------- | ------------------------------------------------------- | ----------------- | ----------- | --- |
| 13 de agosto | Manuel de Azevedo da Cunha | sacerdote católico, historiador, professor e jornalista | Portugal (Açores) | n. 1861     |     |